# Canna pedunculata
Canna pedunculata är en kannaväxtart som beskrevs av John Sims. Canna pedunculata ingår i släktet kannor, och familjen kannaväxter. Inga underarter finns listade i Catalogue of Life.

## Bildgalleri

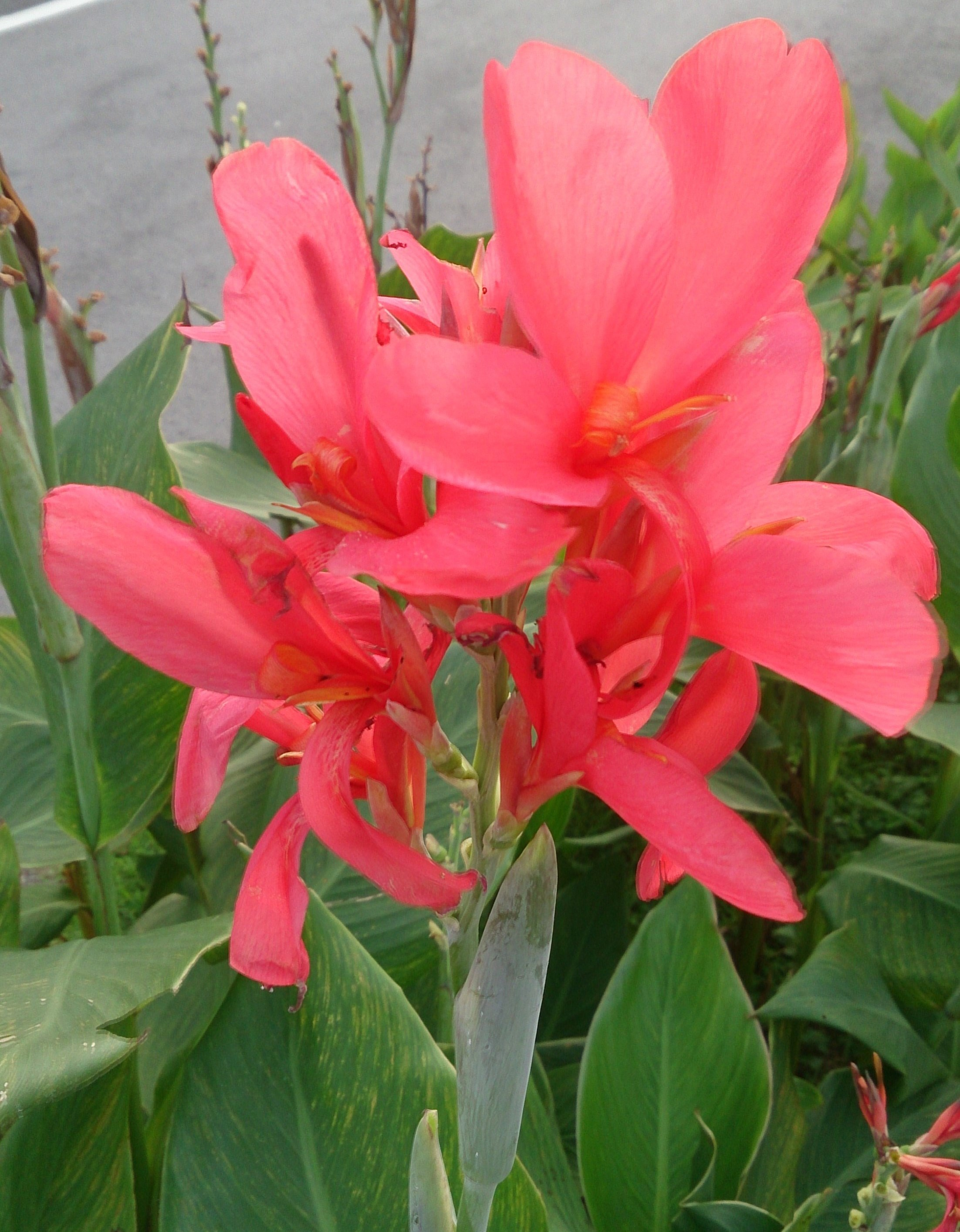
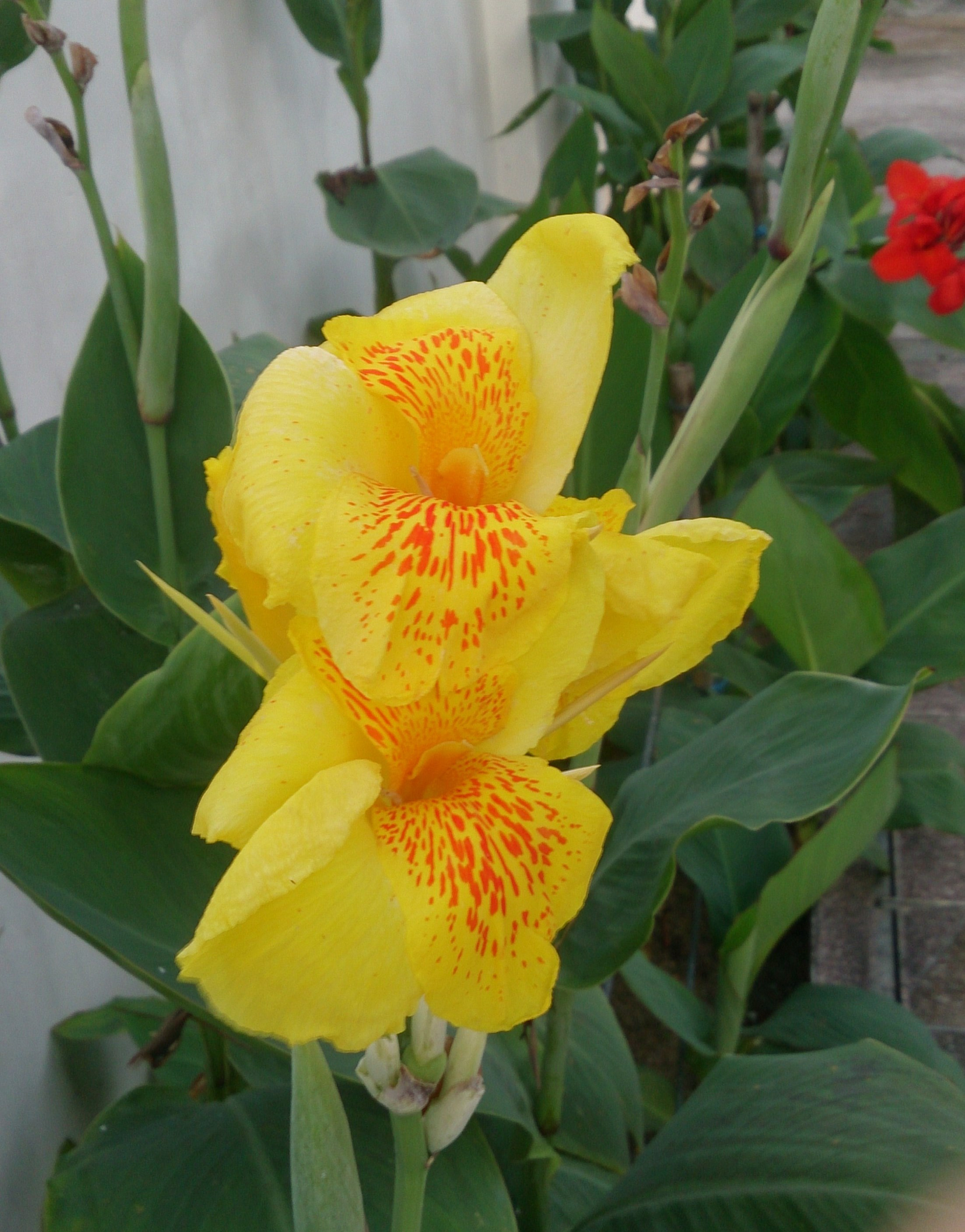